# Gunung Kelambu
Gunung Kelambu is een bestuurslaag in het regentschap Tapanuli Tengah van de provincie Noord-Sumatra, Indonesië. Gunung Kelambu telt 1637 inwoners (volkstelling 2010).